# NGC 4549
NGC 4549 (również PGC 41954) – galaktyka spiralna (S), znajdująca się w gwiazdozbiorze Wielkiej Niedźwiedzicy. Odkrył ją William Herschel 24 kwietnia 1789 roku. Niektóre katalogi i bazy obiektów astronomicznych (np. SIMBAD) za obiekt NGC 4549 uznają galaktykę PGC 41897.